# Homogenic Live
Homogenic Live es un álbum especial de la cantante y compositora islandesa Björk que salió al mercado el 3 de junio de 2004 a través de la discográfica One Little Indian.
Homogenic Live contiene 16 canciones en vivo que forman parte de su cuarto álbum Homogenic de 1997. Este lanzamiento viene acompañado de un folleto de 32 páginas en color y también puede encontrarse en Live Box junto a los otros discos en vivo de sus trabajos de estudio: Debut, Post y Vespertine que, como Homogenic Live, salieron por separado para la misma fecha: Debut Live, Post Live y Vespertine Live.
Las grabaciones son en Cambridge, España, Praga, París, Londres, Viena, Montreux, Tourhout, Washingtong y en el programa Later with Jools Holland

## Lista de canciones
| Homogenic Live |                                                 |          |  |
| N.º            | Título                                          | Duración |  |
| 1.             | «Vísur Vatnsenda-Rósu» (Cambridge)              | 1:52     |  |
| 2.             | «Hunter» (Paris)                                | 4:17     |  |
| 3.             | «You've Been Flirting Again» (Washington)       | 3:34     |  |
| 4.             | «Isobel» (Praga)                                | 4:55     |  |
| 5.             | «All Neon Like» (España)                        | 4:56     |  |
| 6.             | «Possibly Maybe» (España)                       | 4:56     |  |
| 7.             | «5 Years» (Londres)                             | 4:09     |  |
| 8.             | «Come To Me» (Praga)                            | 4:20     |  |
| 9.             | «Immature» (Tourhout)                           | 2:59     |  |
| 10.            | «I Go Humble» (Viena)                           | 4:24     |  |
| 11.            | «Bachelorette» (Later with Jools Holland)       | 5:17     |  |
| 12.            | «Human Behaviour» (Montreux)                    | 3:52     |  |
| 13.            | «Pluto» (Praga)                                 | 3:55     |  |
| 14.            | «Jóga» (Programa Later with Jools Holland)      | 4:25     |  |
| 15.            | «So Broken» (Programa Later with Jools Holland) | 4:27     |  |
| 16.            | «Anchor Song» (Cambridge)                       | 5:53     |  |

NOTA: 1 aparece en 1994 en Chansons des Mers Froides, álbum de Victor Zazou; 2, 3, 5 pertenecen a Post; 8, 12 y 16 pertenecen a Debut; 10 aparece por primera vez en el sencillo Isobel y 15, aparece por vez primera en el sencillo Jóga.